# 坎頓 (紐約州村)
坎頓（英語：Canton）是位於美國紐約州聖羅倫斯縣的村。

## 人口
根據2020年美國人口普查的數據，坎頓的面積為11.07平方千米，當中陸地面積為10.74平方千米，而水域面積為0.33平方千米。當地共有人口7155人，而人口密度為每平方千米646人。